# Мутер, Рихард
Альберт Карл Рихард Мутер (нем. Richard Muther; 25 февраля 1860, Ордруф, Тюрингия — 28 июня 1909, Мендзигуже, Нижнесилезское воеводство) — германский искусствовед, преподаватель и научный писатель.
Изучал историю искусств в Гейдельбергском и Лейпцигском университетах, в 1881 году получил докторскую степень. Затем отправился преподавать в Мюнхен, где одновременно занимался изучением средневековой книжной иллюстрации. С 1885 года был директором Государственного графического собрания в Мюнхене, с этого же времени начав писать статьи по искусству для различных периодических изданий. В 1895 году стал профессором истории искусств в университете Бреслау. С 1902 года периодически выступал редактором монографий по искусству.
Написал «Die ältesten deutschen Bilderbibeln» (Мюнхен, 1883), «Die deutsche Bücherillustration der Gotik und Fruhrenaissance» (1884), «Meisterholzschnitte aus vier Jahrhunderten» (в сотрудничестве с G. Hirth’ом, 1888—93). Известность доставила ему «Geschichte der Malerei des XIX Jahrhunderts» (Мюнхен, 1893; английский перевод — Лондон, 1896), в которой он решительно выступал за стремления современного ему натурализма, за «новоидеализм» и похожие направления. И как научный писатель, и как педагог подвергался критике и травле за свой «эротический» стиль повествования.